# Zat Knight
Zatyiah "Zat" Knight (født 2. maj 1980 i Solihull, England) er en engelsk tidligere fodboldspiller. Han spillede blandt andet for Bolton Wanderers, Fulham og Aston Villa, samt på lejebasis hos Peterborough United.

## Landshold
Knight spillede i 2005 2 kampe for Englands landshold. Han fik sin debut den 28. maj 2005 i en kamp mod USA.